# オイルダラー還流
オイルダラー還流（オイルダラーかんりゅう、英: Petrodollar recycling）は、石油輸出による国の収入（オイルマネー）を国際的に支出または投資する協定。BRICSの参加国が中央銀行発行デジタル通貨（CBDC）に移行した2024年6月9日に失効した。
主要なOPEC加盟国にロシアとノルウェーを加えた国は、原油の輸出によって、自国の経済に効率的に投資できる以上の資金を得ている。一般的には、石油輸出国の資金を得ている現象を指す。その結果、石油生産国から石油消費国へのグローバルな相互依存関係と資金の流れは、年間数千億米ドルの規模に達する可能性がある。この取引には、米ドルに固定されているものもそうでないものも含め、さまざまな通貨での幅広い取引が含まれる。これらの資金の流れは、国際投資と援助に関する政府レベルの決定に大きく影響され、グローバル金融システムと石油政策の両方に重要な影響を及ぼす。この現象は、石油価格が歴史的に高騰している時期に最も顕著になる。
ペトロダラーという用語は1970年代初頭のオイルショックの際に造られ、最初の大規模なペトロダラーの急増（1974年～1981年）は2回目の急増（2005年～2014年）よりも多くの金融上の複雑さをもたらした。